# Caio Avídio Nigrino
Caio Avídio Nigrino (em latim: Gaius Avidius Nigrinus; m. 118) foi um senador romano da gente Avídia que serviu como cônsul sufecto para o nundínio de abril a junho de 110 com Tibério Júlio Áquila Polemeano.

## Ancestrais
Os ancestrais de Nigrino eram da mais alta elite política romana da época. Ele era filho de Caio Avídio Nigrino, irmão do cônsul Tito Avídio Quieto. Sua família era rica, famosa e bastante influente oriunda da cidade de Favência, onde Nigrino nasceu e foi criado. É possível que eles sejam também parentes de Caio Petrônio Pôncio Nigrino, que foi cônsul em 37.
Além disto, a família de Nigrino tinha conexões na Grécia. O pai de Nigrino serviu como procônsul na província romana de Acaia durante o reinado de Domiciano (r. 81-96) assim como seu tio. A família também era amiga do senador e historiador Plínio, o Jovem, e do historiador grego Plutarco, que dedicou sua obra "Sobre o Amor Fraternal" aos irmãos Quieto e Nigrino (pai).

## Carreira
O primeiro cargo conhecido de Nigrino foi tribuno da plebe em 105. Ronald Syme levanta a possibilidade de Nigrino ser o mesmo elogiado por Plínio por seu discurso implicando Vareno Rufo num caso de corrupção durante seu governo na Bitínia e Ponto. Nigrino depois foi procônsul em Acaia como seu pai e seu tio, mas não se sabe ao certo quando, provavelmente parte da tentativa de Trajano de reconhecer e estabilizar a administração da região, que vinha tendo problemas financeiros.
Nigrino era um confiável general de Trajano. No período no qual foi cônsul, Nigrino foi enviado por Trajano à Delfos como parte de um comitê de aconselhamento para ajudar o político e, mais tarde, historiador grego Arriano numa disputa de fronteiras. Este evento está registrado em Delfos em uma inscrição honorífica dedicada a Nigrino em grego e em latim.
Em 113, Nigrino foi nomeado governador da Dácia, cargo que manteve até sua morte em 118.
Quando Trajano morreu, em 117, foi sucedido por seu primo de segundo grau (por parte de pai) e filho adotivo Adriano. No verão do ano seguinte, Nigrino foi executado em Favência por ordem do Senado. Segundo a História Augusta ele seria um dos quatro senadores que teriam conspirado para matar Adriano durante um sacrifício; o autor acrescenta, porém, que Adriano pretendia torná-lo um herdeiro aparente. Os outros senadores eram Aulo Cornélio Palma, Lúcio Publílio Celso e Lúsio Quieto. É possível que Adriano tenha percebido Nigrino como uma ameaça dada a sua reputação e sua amizade próxima com Trajano. Anthony Birley menciona que a sugestão de que Adriano possa ter mais tarde se arrependido do assassinato, o que explicaria por que Adriano adotou o genro de Nigrino, Ceiônio Cômodo (conhecido depois de ser adotado por Marco Aurélio como Lúcio Élio). Porém, o próprio Birley também sugere que Adriano adotou Cômodo "por pura perversidade — a intenção de Adriano era enfurecer os demais aspirantes".

## Família
O nome da esposa de Nigrino é desconhecido, mas a filha dos dois, Avídia Pláucia, casou-se com Ceiônio Cômodo. Estes, por sua vez, tiveram um filho, Lúcio Vero, que foi co-imperador com Marco Aurélio. É possível que ela tenha se casado novamente com um senador romano depois da morte de Nigrino.